# Liwonde
Liwonde – miasto w Malawi; 36 421 mieszkańców (2018). Przemysł spożywczy, włókienniczy. Położona nad rzeką Shire, wzdłuż głównej drogi łączącej miasto Zomba z Lilongwe. Znane z położonego nieopodal Parku Narodowego Liwonde.